# Jair Chajim Bacharach

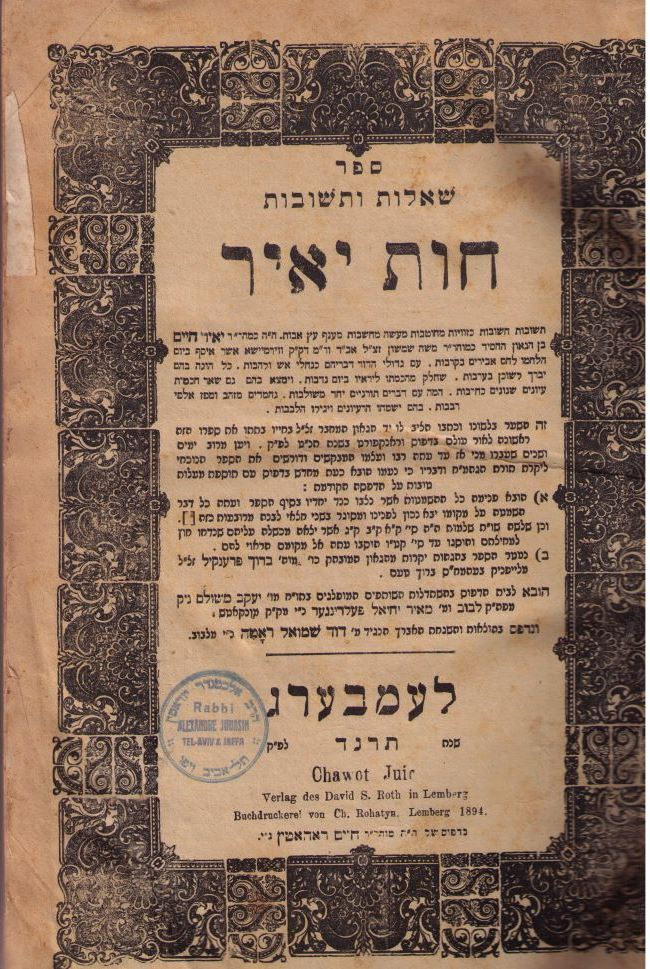
Titelseite des Chawwot Jair, gedruckt in Lemberg 1894

 Jair Chajim ben Samson Bacharach  (geboren 1639, vermutlich in Leipnik in Mähren; gestorben 1. Januar 1702 in Worms) war Rabbiner und jüdischer Gelehrter, Verfasser unter anderem von Responsen unter dem Titel Chawwot Jair und zuletzt Rabbiner der jüdischen Gemeinde in Worms.

## Leben
Jair Chajim Bacharach war zunächst Rabbiner in Koblenz und kam 1670 nach Worms, wo er zunächst als Rabbiner ohne Gemeinde-Rabbinat Schüler unterrichtete. Hier erlebte er 1689 die Zerstörung der Stadt im Pfälzischen Erbfolgekrieg durch Truppen König Ludwig XIV. Er floh nacheinander nach Metz, Heidelberg und Frankfurt am Main.
Es dauerte bis 1699, bevor die jüdische Gemeinde wieder in die Stadt zurückkehren konnte. Die sich neu konstituierende Gemeinde berief Jair Chajim Bacharach in das Amt des Gemeinde-Rabbiners, das er aber nur kurz ausübte, weil er bereits 1702 starb. Er wurde auf dem Heiligen Sand, dem jüdischen Friedhof von Worms begraben. Sein Grabstein trägt nach der alten Inventarisation die Nummer 1068. Von der Neuinventarisation durch das Salomon Ludwig Steinheim-Institut ist er (noch) nicht erfasst.

## Werk
Jair Chajim Bacharach hinterließ ein umfangreiches literarisches Werk von 50 Sammelbänden wissenschaftlichen Inhalts. Er war Kabbalist und zeitweise Anhänger des Pseudo-Messias Schabbtai Zvi.

## Familie
Seine Großmutter war Eva Bacharach. Verheiratet war er mit Sarlan († 1703 in Worms), Tochter des Fuldaer Rabbiners Elieser Brilin. Ihr Grabstein auf dem Heiligen Sand ist ebenfalls erhalten. Sie wurde dort neben ihrem Mann bestattet. Ihr Grabstein trägt nach der alten Inventarisation die Nummer 1064. Von der Neuinventarisation durch das Salomon Ludwig Steinheim-Institut ist er (noch) nicht erfasst.